# Ocala Union Station
Die Ocala Union Station war ein Bahnhof im Fernverkehr und wurde zuletzt von Amtrak betrieben. Sie befand sich in Ocala im Marion County in Florida.

## Geschichte
Im Jahre 1881 wurde durch die Peninsular Railroad, einer Tochtergesellschaft der Florida Railroad, eine Bahnstrecke von Waldo nach Ocala eröffnet. Durch die zweite Tochter Tropical Florida Railroad wurde diese Strecke 1882 bis Wildwood, 1886 bis Plant City und 1890 bis Tampa verlängert. 1887 wurde durch die Savannah, Florida and Western Railroad eine Bahnstrecke von Ocala nach Dunnellon eröffnet.
Der Bahnhof selbst wurde 1917 durch die Bahngesellschaften Atlantic Coast Line (ACL) und Seaboard Air Line Railroad (SAL) gemeinsam eröffnet, woraus sich dessen Name herleitet. Zuvor besaßen die Gesellschaften eigene Bahnstationen in Ocala, die wiederum jeweils von einem Vorbesitzer übernommen wurden. Die ACL übernahm bei ihrer Gründung die Station der Florida Southern Railroad, während die Station der SAL ursprünglich von der Florida Transit and Peninsular Railroad erbaut wurde.
1947 wurde durch die SAL der Silver Star auf der Linie von New York über Ocala nach Saint Petersburg eingeführt. Bahnhof und Betrieb wurden 1971 von Amtrak übernommen. Von 1994 bis 1995 sowie von 1996 bis 2004 wurde der Silver Star vom Reisezug Palmetto ersetzt, anschließend wurde der Personenverkehr über Ocala eingestellt. Heute wird der Abschnitt von Jacksonville über Ocala nach Lakeland durch die Fernbusse von Amtrak Thruway Motorcoach bedient.
Am 22. Dezember 1997 wurde die Union Station in das National Register of Historic Places eingetragen.